# Provinz Tango

Provinz Tango

Tango (jap. 丹後国, Tango no kuni) war eine der historischen Provinzen Japans auf dem Gebiet der heutigen nördlichen Präfektur Kyōto. Sie lag am Japanischen Meer und grenzte an die Provinzen Tajima, Tamba und Wakasa.

## Geschichte
Das Gebiet war bereits während der Kofun-Zeit im Takenogawa-Flussbecken (竹野川流域, Takeno-gawa ryūiki) besiedelt. Es wird angenommen, dass sich hier ein unabhängiges Königreich befand.
Im 7. Jahrhundert wurde die Provinz Tamba errichtet. Am 3. Tag des 4. Monats  713 wurde der Nordteil mit den Kōri Kasa, Yosa, Tamba, Takeno und Kumano als Tango („Hinter-Tamba“) abgespalten. Aufgrund seiner entfernten, nördlichen Lage wird es auch als Okutan (奥丹, „Inner-Tamba“) bzw. Hokutan (北丹, „Nord-Tamba“) bezeichnet. Beide zusammen werden auch Tanshū (丹州) genannt. Die Provinzhauptstadt (kokufu) wechselte im Altertum und lag abwechselnd auf dem Gebiet des modernen Maizuru und Miyazu.

## Umfang
Die Provinz Tango umfasste folgende spätere Landkreise (gun):
- Kasa (加佐郡)
- Kumano (熊野郡)
- Naka (中郡)
- Takeno (竹野郡)
- Yosa (与謝郡)